# FISAE

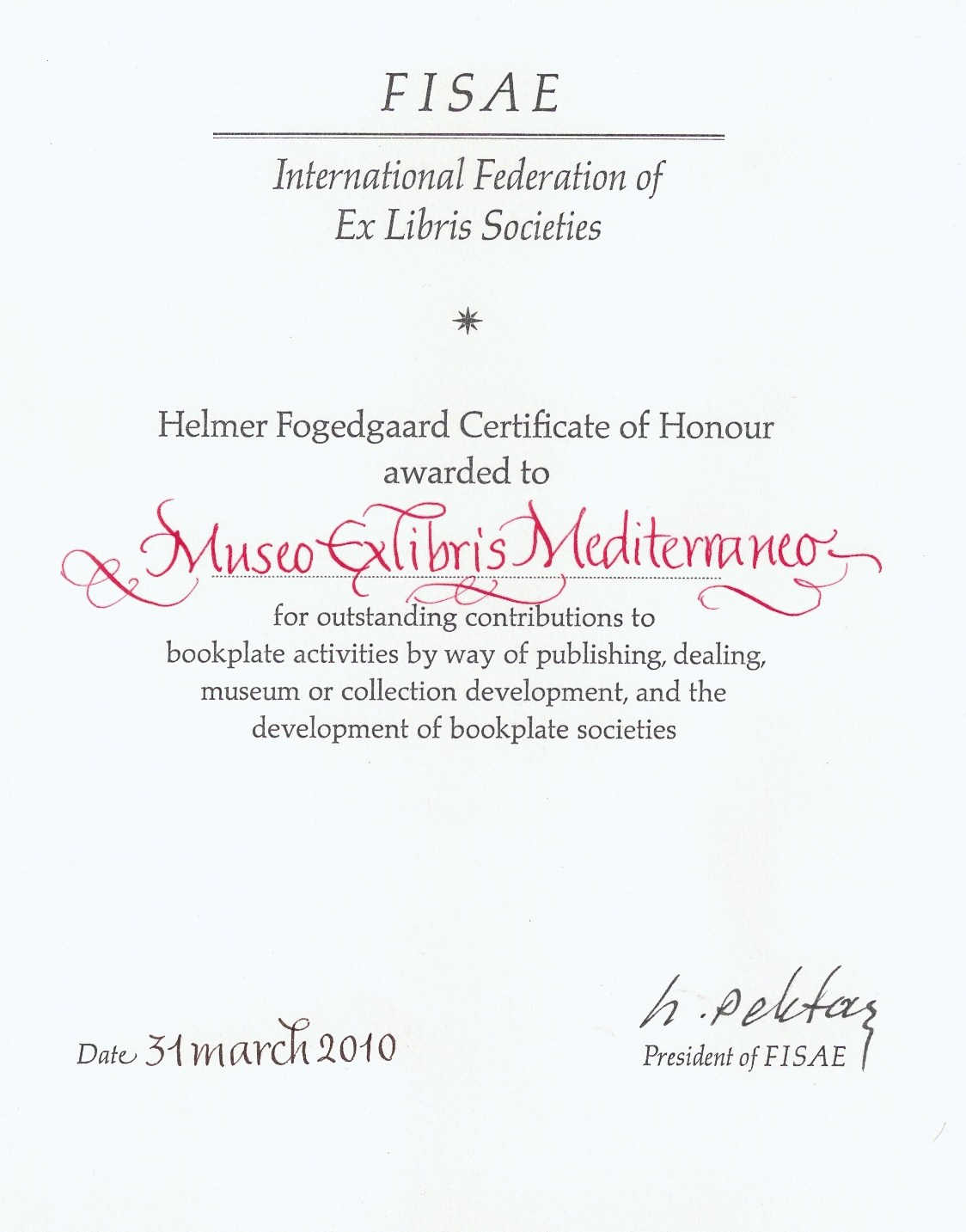

FISAE är en organisation som samlar exlibrisföreningar från hela världen. Svenska exlibrisföreningen (SEF) är i likhet med sina nordiska systerföreningar ansluten till organisationen, vars fullständiga - ehuru sällan använda - namn är Fédération Internationale des Sociétés d'Amateurs d'Exlibris.
FISAE grundades vid en sammankomst av europeiska exlibrisvänner i Hamburg 1966.
Internationella exlibrismöten, FISAE-kongresser, anordnas vartannat år. I Norden har den danska exlibrisföreningen varit värd för tre kongresser, i Helsingör 1972 samt i Frederikshavn 1988 och 2002. Kongress hölls senast i Nådendal i Finland i augusti 2012.
Vid kongresserna byter samlare exlibris med varandra, konstnärer presenterar sina alster samt tar emot beställningar och man lyssnar på föredrag.